# Domani andrà meglio
Domani andrà meglio (Ça ira mieux demain) è un film del 2000 diretto da Jeanne Labrune.
Un evento di nessuna importanza dà l'avvio alla scoperta di personalità e comportamenti di un piccolo gruppo di individui invischiati nel caos della società odierna. Nell'arco di pochi giorni avranno dunque luogo diversi straniamenti e interrogativi, ma si formeranno anche dei legami.

## Trama
Elisabeth, giovane scrittrice, è alle prese con l'allestimento del suo nuovo appartamento. L'amica Marie, violoncellista le dà una mano ma non è in grado di risolvere il problema dell'antico comò che non sembra adattarsi agli spazi della nuova abitazione.
Conosciuta casualmente Sophie, Elisabeth approfondisce con questa il problema del comò e, in genere della conservazione dei mobili, specie quando sistemati in cantine umide. Sophie, più matura e concreta, affronta la questione anche con la consulenza di Franck, uno scenografo, amico di suo marito, esperto di legnami.
Sophie a un certo punto arriva perfino a temere Elisabeth che poi però si dimostra amichevole e più misurata, offrendo gratis il suo comò alla sua nuova amica. A casa di Sophie il comò sta perfettamente ma appare chiaro a tutti che la questione non sia affatto risolta. In particolare è Xavier a preoccuparsi per sua moglie. Xavier svolge contemporaneamente la professione di psicologo e quella di fisioterapista, utilizzando due studi adiacenti e due identità diverse. La moglie è stanca delle sue analisi a buon mercato e anche lui sente il peso di una professione che costringe a confrontarsi con i problemi degli altri.
Elisabeth, dal canto suo, ha continui alti e bassi e, dopo aver litigato con l'amica Marie, scompare per un giorno. In realtà si era solo offerta di accompagnare l'anziana Éva, che l'aveva aiutata nell'arredare l'appartamento, al sacrario di Douaumont per rendere omaggio alla tomba del padre, caduto nella prima guerra mondiale, che non aveva mai avuto il coraggio di visitare.
Tornata dalla sua gita, Elisabeth scopre che Sophie a Marie si erano preoccupate per lei e, in fondo, ne è lusingata.
Xavier medita di dedicarsi unicamente alla fisioterapia, assecondando in qualche modo anche la moglie che ha respinto le avance di Franck e restituito definitivamente il comò a Elisabeth che ne ha trovato un acquirente.

## Distribuzione
La pellicola è uscita nelle sale francesi il 15 novembre del 2000 , mentre in quelle italiane nel novembre 2001.

## Accoglienza

### Critica
(Alessandra Levantesi, La Stampa, 19 novembre 2001)